# Oxygonum limbatum
Oxygonum limbatum är en slideväxtart som beskrevs av R. A. Grah.. Oxygonum limbatum ingår i släktet Oxygonum och familjen slideväxter. Inga underarter finns listade i Catalogue of Life.